# Blanche Berthoud

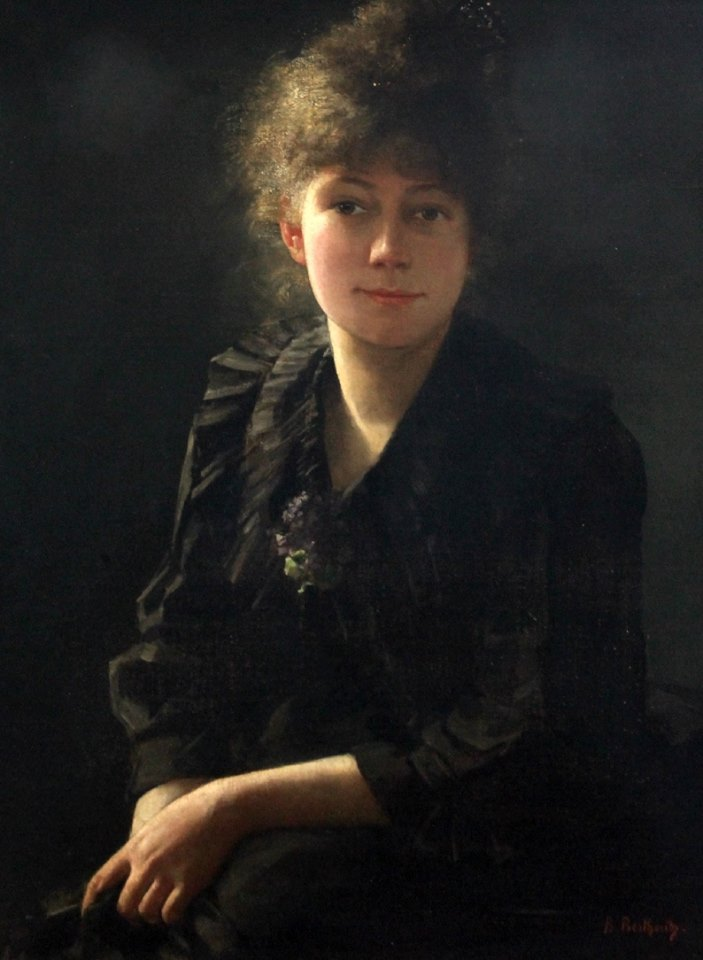
Dame im schwarzen Kleid

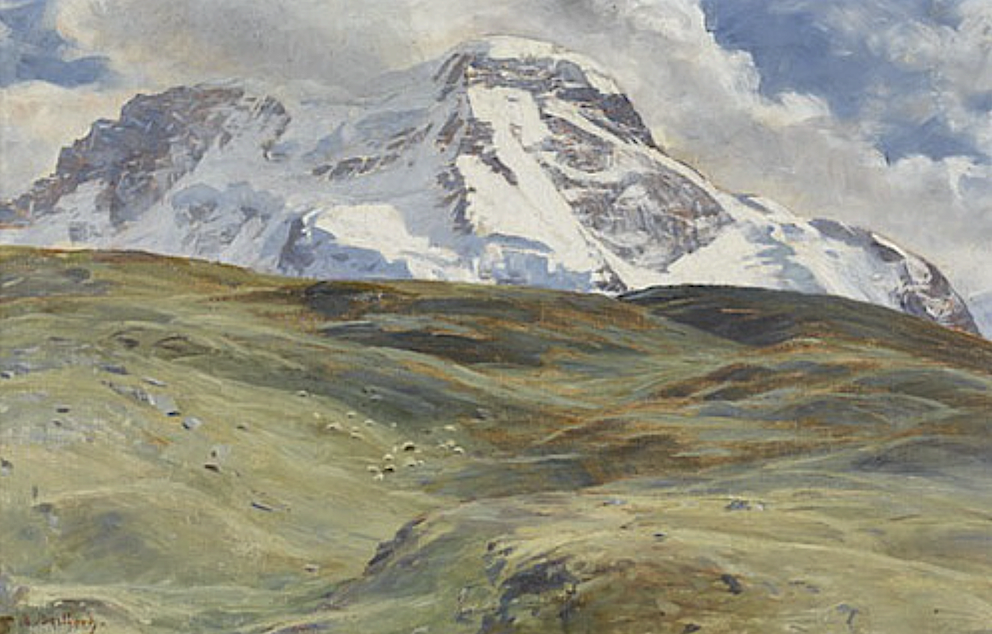
Alpenpartie mit Sicht auf das Breithorn

Blanche Berthoud (auch Blanche Pernod-Berthoud; * 2. Februar 1864 in Interlaken; † 21. Mai 1938 in Marin NE) war eine Schweizer Porträt- und Landschaftsmalerin.

## Leben und Werk
Den ersten Malunterricht erteilte ihr ihr Vater, der Maler Auguste-Henri Berthoud. Danach studierte sie an der Pariser Académie Julian bei Benjamin Constant und Jules-Joseph Lefebvre. Sie widmete sich anfänglich der Porträtmalerei. Ab 1888 stellte sie ihre Werke im Salon des Champs-Élysées aus. 1896 heiratete sie Pernod und zog mit ihm nach Vaumarcus im Kanton Neuenburg. Seitdem beschäftigte sie sich mit der alpinen Landschaftsmalerei und mit dem Blumenstillleben. Als ihr Hauptwerk gilt Das Breithorn, ausgestellt und ausgezeichnet auf der Weltausstellung Paris 1900. 
Sie war Mitglied der Société romande des femmes peintres (Malerinnengesellschaft der Romandie).